# Dasyrhamphis kuhedenaensis
Dasyrhamphis kuhedenaensis är en tvåvingeart som beskrevs av Jezek 1981. Dasyrhamphis kuhedenaensis ingår i släktet Dasyrhamphis och familjen bromsar.
Artens utbredningsområde är Iran. Inga underarter finns listade i Catalogue of Life.